# Глаукофан
Глаукофан — породообразующий минерал класса силикатов. Амфибол цепного строения.

## Общее описание
Примеси: Fe2+, Fe3+, Са, К. Содержит (%): Na2О — 6,98, MgO — 13,02; Al2О3 — 12,04; SiO2 — 57,73; Н2О — 2,27. Сингония моноклинная. Асбестоподобная разновидность глаукофана — родусит. Кристаллы призматические. Цвет темно-синий либо бесцветный. Твердость 5,5—6,5. Плотность 3,1—3,3 г/см3. Спайность совершенная по призме. Характерный минерал глаукофановых и слюдяных кристаллических сланцев. Встречается в метаморфических горных породах. Глаукофановые сланцы широко распространены в прибрежных горах Калифорнии (США), в горах Канто (Япония), вдоль восточного побережья Корсики и в ряде районов Швейцарских Альп. На Украине есть в Кривом Роге.